# Домініканський монастир (Луцьк)
Монастир Внебовзяття Богородиці, домініка́нський монасти́р — монастир першого луцького католицького ордену; пам'ятка архітектури національного значення, розташована на вулиці Драгоманова, 26, в історико-культурному заповіднику «Старий Луцьк».
Луцький домініканський монастир засновано в третій чверті XIV століття. Довгий час він був єдиним монастирем у місті. Після Тридентського Собору життя ордену, як і загалом Католицької Церкви, змінилося, що позначилося на луцькому осідку. З початку XVII століття в пріораті відбуваються суттєві зміни, що приводять до зростання значення монастиря не тільки для міста, а й цілої Волині. Монастир активно намагається стати зразком дотримання правил та суворості монастирського життя. Тут зароджується культ чудотворної ікони Луцької Богоматері, активно доповнюється бібліотека і підвищується рівень орденської школи. Ще з попереднього століття діє школа для світських осіб та започатковуються установи та проекти, які сильніше зв'язують монастир зі світським середовищем. В наступному столітті тенденції посилюються і монастир набуває загальнопровінційного значення поряд із монастирями Познані, Варшави, Любліна. Тут формується школа університетського рівня, коронується ікона. В середині XVIII століття кількість осіб луцького монастиря сягала 50 осіб. На зламі XVIII-XIX століть монастир зазнає кількох руйнівних пожеж і зрештою відбудовується з нуля. Проте на початку XIX століття стає столицею Руської домініканської Провінції. Однак існування Волині у складі Російської імперії унеможливлює діяльність католицьких інституцій, і в 1850 році поряд з іншими монастирями міста домініканський закривається; останні монахи покидають місто наприкінці століття.
Після касації осідку костел був розібраний, а монастир упродовж наступного часу використовувався по-різному. Сьогодні монастир домініканців є пам'яткою архітектури національного значення. Тут розміщена Волинська духовна семінарія УПЦ МП.

## Історія

### Поява в місті ордену та заснування першого мурованого комплексу

Герб ордену

Орден домініканців міг з'явитися на Волині ще у 1225 році невдовзі після заснування ордену в Тулузі. Однак вірогідні джерельні відомості про діяльність монастирів належать до наступного століття. Луцький монастир утворився за ініціативою львівських домініканців Товариства Братів Пілігримів заради Христа у 1370-х роках. Можливо, луцький і володимирський монастирі виділялися в окрему Литовську контрату Товариства, що вказує на високий статус та самостійність цих конвентів.

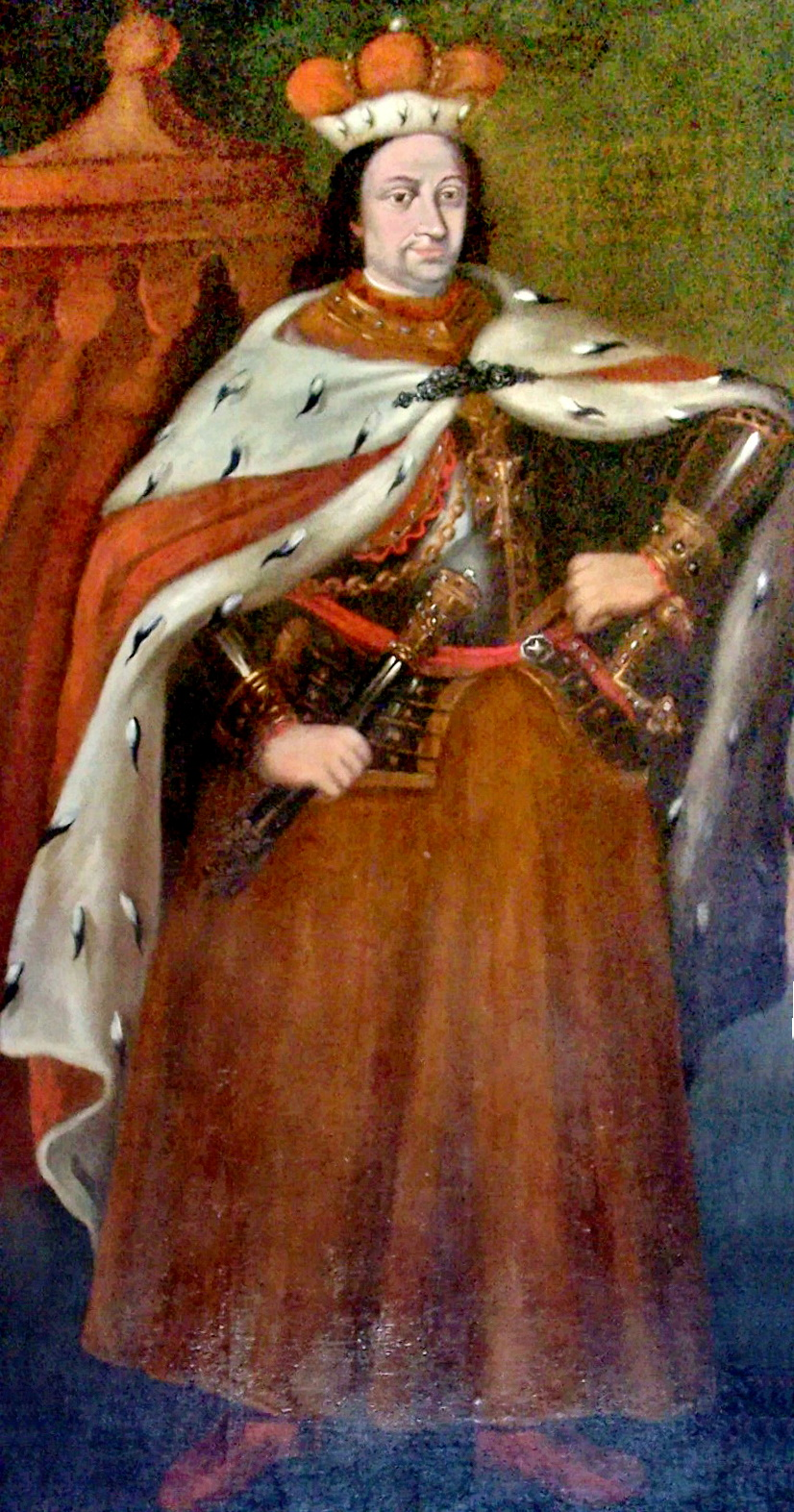
Вітовт

У 1390 році король Владислав II Ягайло подарував луцьким домініканам село Городницю з ґрунтами, пасовищами, лісами, а через три роки великий князь Вітовт — Новостав і млин зі ставом. Монастирський комплекс почали будувати на південній околиці тодішнього Луцька, закладаючи таким чином оборонну функцію монастиря. Згодом монастир і костел Успіння Діви Марії завершили і так він став першим католицьким костелом Луцька. Найімовірніше, архітектура комплексу була готичною, зважаючи на загальну традицію ордену. Монастир був одним із найзаможніших у Великому Литовському князівстві.
Домініканці одразу активно вступили в життя міста. Під час з'їзду монархів Європи в Луцьку у 1429 році домініканці були у складі господарів, які зустрічали гостей з'їзду. А під час подій Луцької війни 1431 року кілька домініканців було страчено в замку у відповідь на напад війська, яке оточило місто, на луцького єпископа Андрія Сплавського.
Зі східного краю тодішнього Луцька тягнувся довгий Великий Луцький міст, утримування якого покладалося на місцеву шляхту, князів, міщан, духовенство. Те ж стосувалося і домініканців. Від прибутків у Новоставі пріор утримував одну із городень мосту. Своєю чергою домінікани отримували 4 копи грошей литовських від луцьких митників.

### Боротьба за структурне підпорядкування
До 1456 року луцький конвент належав до Товариства Братів Пілігримів, аж доки воно було скасоване. Тоді монастир перейшов до Польської провінції. Але були спроби відновити Товариство Пілігримів. У 1473 році луцького пріора через це було усунуто провінційною капітулою.

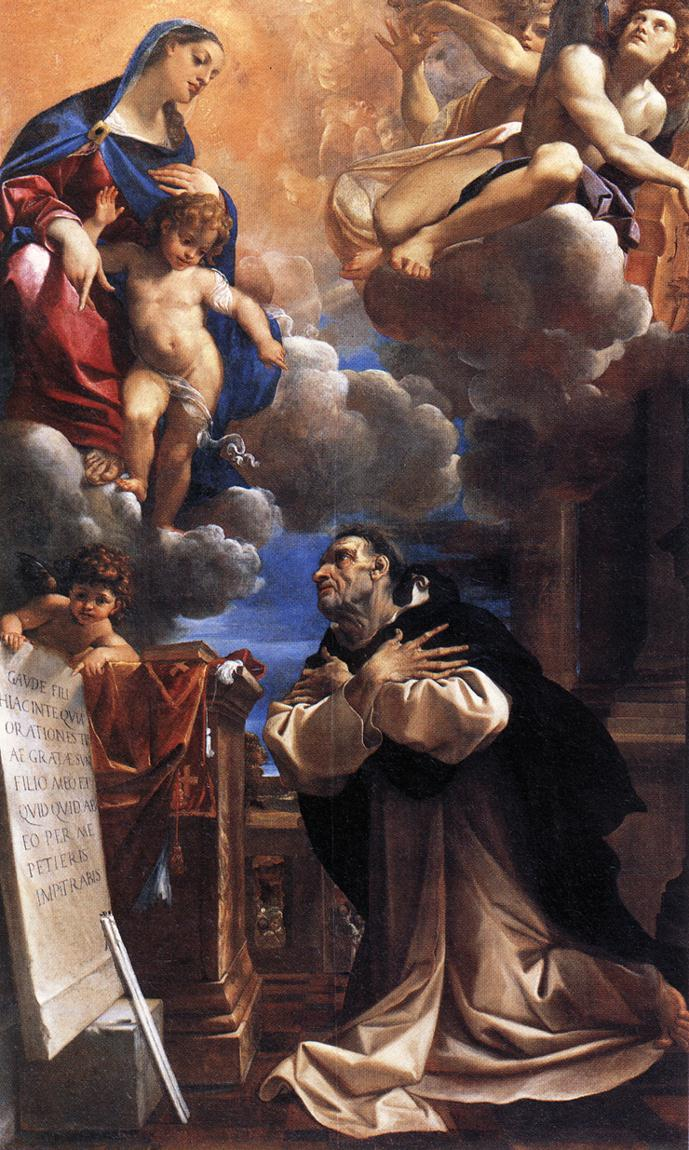
Яцек Одровонж, засновник Польської провінції

У XVI столітті внаслідок Реформації західні європейські монастирі відчули суттєве економічне погіршення, що посилило роль східних монастирів. У межах таких великих провінцій, як Польська, існували тенденції до відокремлень. Особливо, це загострилося внаслідок економічного занепаду католицизму під час Реформації. Окрім економічних причин для утворення Руської провінції, були такі: невдоволення кадровою та управлінською політикою провінції, прагнення відновити самостійність, як у Товаристві Пілігримів, надмірний контроль та несправедливість з боку центру провінції — Кракова. Тому впродовж століть постійно велися спроби або відновити Товариство Пілігримів, або створити Руську провінцію. А позаяк луцький монастир був дуже заможним, він активно приєднався до цієї боротьби. У 1593 році пріора Григорія Куніцького було піддано покаранню за сприяння тенденціям відокремлення Руської провінції. У 1596 році монастир прилучено таки до Руської провінції, тому настоятеля Іоана Євангелиста усунено з посади. Однак він не виконав такого наказу і перебував на посаді до 1597 року. Можливо, саме за це Польська провінція нагородила його титулом Генерального проповідника. 1598 року до Луцька з Кракова прибули представники краківського монастиря з документами про ліквідацію Руської провінції, що, очевидно, подіяло так, що луцький пріорат знову перейшов до Польської провінції. Проте в середовищі луцьких домініканців не було визначеної атмосфери й далі. У 1610 році розпочався суд над пріором Гаспаром Варетієм, оскільки той порушив свій фаховий обов'язок — не проголосив у монастирі провінційний вирок щодо засудження Руської конгрегації, що могло тлумачитися як спроба опору підпорядкування конвенту Польській провінції, до якої на той момент він належав. Врешті-решт, після 1612 року монастир остаточно залишили в межах цієї провінції.
Згодом, у 1793, році монастир знову увійшов до Руської Провінції, і став її столицею. Та внаслідок обмежувального впливу на діяльність католицизму з боку влади Російської імперії провінції об'єднувалися, тож із 1839 року луцький осідок входив уже до Литовсько-Руської провінції.

### Духовне життя та культи
Особливістю духовного життя монастирів було поширення культів різних святих та чудотворних ікон. Це виражалося у титулатурі храмів, каплиць, вівтарів, ікон, діяльності братств, та імен, які собі брали монахи під час постригу. Так, для луцького домініканського пріорату було притаманне поширення культів як загальноорденських, так і місцевого значення. Ними були культи: святого Миколая, Вознесіння Богородиці, Внебовзяття Богородиці, святого Домініка, святого Гіацинта, святого Томи Аквінського, святої Рози Лімської, святого Каетана, Марії Магдалини, Ісуса біля стовпа, Вікентія Феррера. Крім того, щоп'ятниці домініканці разом із єзуїтами біля зображення Ісуса Христа біля стовпа проводили спеціальну месу, присвячену Святому Томі. Члени пріорату також активно долучалися до процесій вулицями міста. Часто це відбувалося спільно з луцькими єзуїтами. Із 1687 року в монастирі існувала окрема посада сповідника монахинь. На той час у місті вже утвердився жіночий монастир ордену Святої Бригіти, над яким і велася опіка з боку домініканців.

#### Ікона Луцької Богоматері

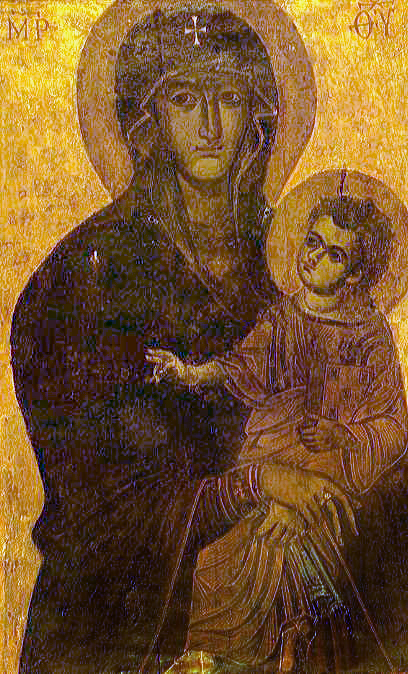
Virgin Salus Populi Romani з римського собору

Наприкінці століття луцький єпископ, майбутній кардинал і Примас Королівства Польського і Великого князівства Литовського Бернард Мацейовський відвідав Рим, де Папа Климент VIII подарував йому ікону Божої Матері Римської, яка є копією відомої Чудотворної ікони Salus Populi Romani з собору Санта Марія Маджоре у Римі, де вона шанувалася як заступниця римлян. Ця ікона була однією з перших копій ікони з Риму, яка поширювалася на Волині. Після приїзду в Луцьк у 1598 році єпископ передав ікону домініканському монастирю. Це стало визначною подією у житті обителі, оскільки домініканці вважали Римську Богоматір своєю опікункою. Ікона зайняла важливе місце у діяльності домініканців.
Для розміщення ікони була спеціально побудована каплиця, гроші на яку надав Олександр Красінський у 1649 році.

Sparta Polska

Список чудес римської ікони почали вести з середини XVII століття. Спочатку свідчення просто видряпувалися на стіні костелу, згодом їх записували і зберігали у конвентуальному архіві. Серед свідків та очевидців, чиї показання записувалися, найбільше було шляхти та магнатів. Менше було від самих домініканців та ще менше від міщан та селян. Також були свідчення православних та уніатів. Крім того, зазнавали впливу і шанували ікону луцькі бригідки та єзуїти. Єпископ Луцький Франциск Пражмовський ініціював створення комісії, яка згідно з канонічними правилами католицької церкви повинна була вивчати і перевіряти свідчення про чудеса. Але у 1701 році він помер, що поставило під загрозу діяльність комісії. Проте адміністратор луцької кафедри Павло Дубравський скликав повторну комісію. Чудеса були перевірені, і в 1703 році ікона була проголошена чудотворною і названа «щитом Королівства і непохитною вежею Волині». Тодішній домініканський пріор Ігнатій Ковнацький підсумував список чудес та інші свідчення й опублікував їх у книзі під назвою «Sparta Polska…». Повний список, виданий пізніше Томашом Челейовським, містить 172 чуда. Серед описів чудес були, наприклад, такі: одужання хворих, воскресення мертвих, повернення зору сліпим. Пріор Петро Щербінський сам зазнав чудотворного впливу ікони і стверджував, що ікона вберегла комплекс від пожежі. У 1724 році він подав клопотання до Риму про коронацію ікони. Про прославлення ікони турбувався і сам провінціал Польської домініканської провінції Юсти Якельський.

##### Процес коронації
Із допомогою волинського воєводи Міхала Потоцького був підготовлений декрет про коронацію у 1748 році. Для цього в монастирі було споруджено 3 арки. Перша ілюструвала оборону воєводства від ворогів. На другій арці містилися зображення святих. 8 вересня 1749 року за участю святкової делегації зі столиці відбулася урочиста коронація ікони. Процес був дуже пишним із залученням великої кількості найвідоміших осіб Королівства. Крім того, вийшло дві промови, присвячені коронації, а опис процесу був виданий у Римі, а поряд з тим була опублікована стаття у «Польському кур'єрі». У Римі були вилиті срібні монети, на одній зі сторін якої був образ Римської Богородиці, а на іншій — домініканський святий Вікентій Феррера. У 1776 році було видано цілу збірку молитов, звернених до Луцької Богоматері.

#### Культ Кароля Франка

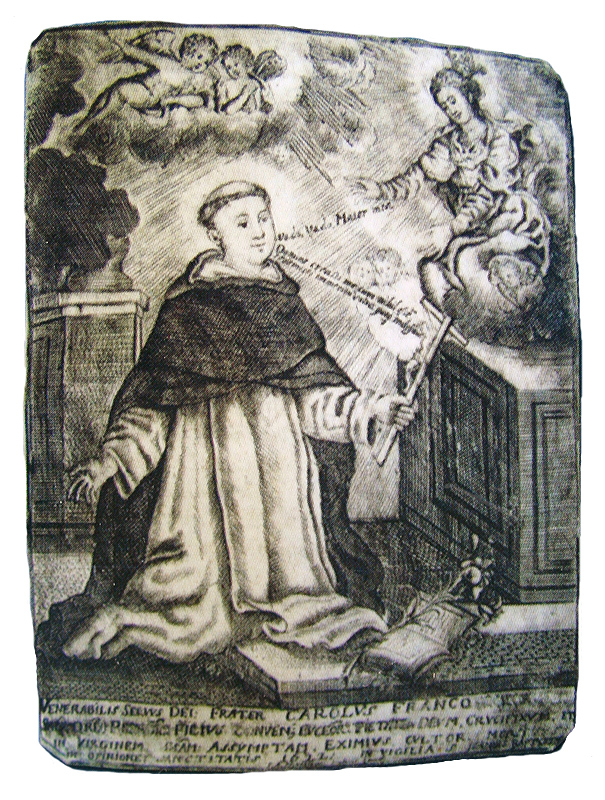
Кароль Франко

Кароль Франко — член луцького домініканського конвенту, який помер у 1622 році. Родом з Олики. Освіту здобув у єзуїтському колегіумі, згодом постригся в домініканці. Після смерті члени ордену взялися до його канонізації, проте ймовірно, внаслідок того, що тіло Кароля було знищене під час нападу козаків на Луцьк у 1648 році, процес був призупинений. Однак у 1660-х роках інший член родини Франків, який постригся у летичівському монастирі, обрав собі ім'я свого луцького родича. У XVIII столітті увага до постаті Кароля відновилася і тодішній луцький домініканський пріор І. Ковнацький у 1703 році видав житіє Кароля, автором якого був магістр луцьких новіціїв Маріан Колумбан. У житії Кароля зазначалося, що він швидко став покірним і скромним, боявся жінок, в певні періоди харчувався лише хлібом та водою, займався самобичуванням, дуже ревно шанував ікону Луцької Богоматері, практикував мовчання й молитовні роздуми та інше. Постать Кароля символізувала аскетичний ідеал домініканця, до якого прагнули монахи конвенту.

### Інтелектуальне життя

#### Новіціат
З 1619 року в монастирі постійно діяв новіціат, про що була видана постанова капітули. Упродовж 1640-х років професію прийняли 8 осіб. Події Хмельниччини негативно вплинули на діяльність новіціату, але вже у 1671 році у монастир постригалося 4 особи щорічно, що було максимальним для луцького конвенту. У XVIII столітті Луцький домініканський новіціат був одним із найбільших у Польській провінції. Його професів, що закінчили новіціат, спрямовували у різні монастирі волинської контрати. Середній вік кандидатів у монахи, які вступали до новіціату, був 15-23 роки.

#### Орденське навчання
В домініканському ордені існувала розгалужна система шкільництва, де відбувалося інтелектуальне виховання монахів. У 1477 році в монастирі вже була конвентуальна школа, оскільки є згадки про лектора Климента. У конвентуальній школі викладали казуїстику, філософію та екзегетику.
Активне пожвавлення домініканського шкільництва в Луцьку починається із середини XVII століття. У монастирі зароджується студіум вищого рівня. Окрім моральної, викладається і догматична теологія. У 1663 році в монастирі є два викладачі теології, один із яких мав ступінь бакалавра. У 1686 році початки логіки викладав відомий на той час домініканець Гіацинт Любоведзький. А в наступному році в монастирі зафіксовано аж двох магістрів (окрім магістра новіціїв), що було вагомим фактом, позаяк в усій провінції посаду магістра могло посідати не більше 8 осіб. У 1694 році школу офіційно підвищено до рівня формальної — школа університетського рівня без права надавати наукові ступені. Це спричинило підвищення статусу монастиря в усій провінції, і він став одним із центрів домініканського інтелектуального життя Польської провінції поряд із осідками Любліна, Познані, Варшави. Краківський монастир капуцинів придбав рукопис Гіацинта Любоведзького, за яким він читав лекції в Луцьку. А примірник філософського курсу, також прочитаного в Луцьку, знаходився в одній із монастирських бібліотек Вільна. У 1796 році луцькі домініканці видали колективний антимасонський твір «Остання твердиня вільновірців…». Вихід книги відбувався у контексті боротьби домініканців Речі Посполитої з масонами.
Монахи часто висилалися за кордон для здобування освіти найвищого орденського рівня у генеральних школах. Такими були школи у столицях домініканських провінцій. З Луцька найбільше їздили до Падуї. А також у Рим, Перуджі, Неаполь. Згодом вони поверталися назад. Після Третього поділу Речі Посполитої Волинь увійшла до складу Російської імперії, а відтак змінилися кордони і домініканських провінцій. Луцький монастир більше не входив до Польщі. Натомість він перейшов до Руської провінції і став її столицею. Відповідно, саме в луцькому монастирі розмістилася орденська школа найвищого рівня — Генеральний студіум. Викладалися теологія, моральна теологія, спекулятивна теологія, філософія, догматика, церковна історія, право та латина.
З кінця XVI століття у монастирі діяло братство Розарію, де поєднувалися молитовні практики із роздумами про основи віри.

#### Бібліотека

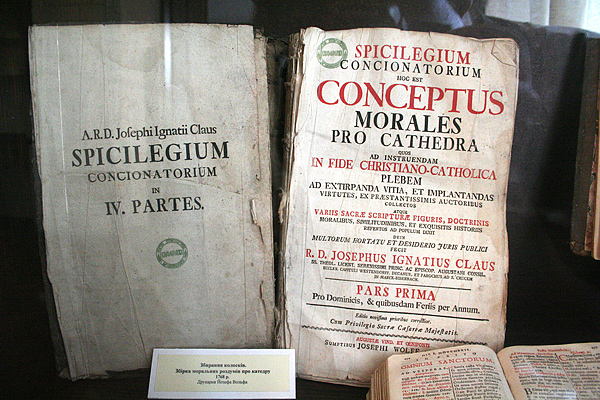
Латинські стародруки з Луцького замкового музею книги

Наприкінці XVI століття у бібліотеці налічувалося ледь більш як 20 книг. Були книги як XV століття, так і XVI. У 1605 році вийшла постанова Генеральної капітули щорічно купувати кілька сучасних книг і книг відомих авторів. У наступні 5 років відбулося швидке зростання книг луцької домініканської бібліотеки. У 1610 році кількість книг сягала більше 70. Серед них книги Платона, «Суми» Сильвестра де Пріеро, екзегетичні твори Томи Аквінського, «Сентенції» різних авторів та інші книги, необхідні для монастирського життя. У 1610 році бібліотека містила немало основних і найактуальніших полемічних праць контрреформаційних авторів: Ека, Беларміна, Гозія та інших. Були твори Езопа та Еразма Ротердамського, хоча роботи останнього містилися в індексі заборонених книг. Окреме місце займала група книг єзуїтів, які були ідеологічними суперниками домініканців. Серед таких у бібліотеці містилася агіографічна збірка єзуїта Петра Скарґи, над назвою якої хтось дописав слово «Єретик». Однак попри це в бібліотеці не було великої кількості необхідних книг для нормального функціонування новіціату та іншої базової літератури для домініканських конвентів. Загалом книги стосувалися таких напрямів знань: екзегетика, агіографія, гомілетика, канонічне право, філософія, догматика, моральна теологія, полеміка, літургіка, Святе Письмо, історія, аскетика, граматика, сакраментологія, антична література, а пізніше: риторика, поетика, містика, право, обрядові книги та інші. Крім того, у келіях братів було чимало власних книг, які не входили до бібліотечних каталогів.
У зв'язку з тим, що саме у XVIII столітті відбувався розквіт домініканської школи і піднесення її до рівня університету, ті самі тенденції мали бути притаманні для бібліотеки, однак наступний відомий каталог бібліотеки належить до 1832 року — після тотальної пожежі, коли згорів і був заново відновлений увесь монастир. Тому у 1832 році бібліотека містила тільки 185 книг, наново зібраних для потреб Генерального студіуму. 35 % книг мали італійське походження, стільки ж — польське, 9 % — німецьке, 6 % — французьке. Половина книг видана у XVIII столітті, 18 % — у XVII і 6 % — у XVI столітті.

### Суспільна діяльність
Впродовж XVI століття при монастирі діяла Маріїнська латинська школа, де навчалися діти з Луцька та довколишніх сіл. Одним із яскравих учителів школи був теолог і проповідник пріор Северин. До початку XVII століття обов'язки лектора виконував пріор.
У 60-х роках XVI століття за ініціативи пріора Северина в місті відкрилася домініканська броварня, корчма та шинок. Через це у луцькому земському суді були слухання щодо непорозумінь міщан і міської власності домініканців.
З 1632 року походять згадки про шпиталь у монастирі. 2000 злотих на шпиталь фундував Андрій Красинський. Притулок для сиріт діяли у XVI ст. та згодом у XVIII. У XVIII столітті Йозеф та Раймунд Богушевські фундували музичну капелу для монастиря. Вона в часи розквіту налічувала 38 осіб.

#### Папірня і друкарня

Папірники. Зображення XVI ст.

У Новоставі конвент тримав велику папірню, яка виготовляла папір для продажу. У 1573 році з ініціативи пріора Северина новоставський папірник Мартин Кобилка відкрив папірню і в кляшторі Святої Марії. Новоставська папірня вважається першим на Волині осередком паперового виробництва. На рік 1688 костел був повністю реставрованим після пожежі 1667 року, і шляхта клопоталася про перенесення сюди волинських сеймиків. У 1783 році від короля Станіслава Августа Понятовського луцькі домініканці отримують привілей, який дозволяє їм випускати книжки різними мовами. Уже через 4 роки в старому монастирі була відкрита велика друкарня. Тут випускалися книжки польською, латинською, французькою та російською мовами. У 1787—1804 в друкарні вийшло понад 100 найменувань книг. Друкарня у XIX столітті мала друкувати 1 книгу на замовлення Начальства Освіти та віддавати 100 її примірників для потреб Волинської гімназії.

#### Конфлікт із євреями

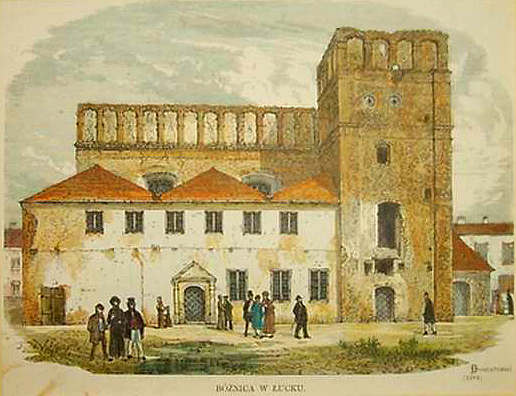
Синагога. Зображення XIX ст.

У травні 1626 р. король Сигізмунд ІІІ Ваза надав привілей луцьким євреям на побудову кам'яної синагоги та нової школи.
Синагога мала постати у центрі єврейського кварталу, поруч із яким розміщувався латинський, у центрі якого й стояв домініканський комплекс. Члени ордену почали скаржилися, що синагога буде вищою за костел і цим самим перешкоджали будівництву, яке затягнулося на два роки. Проте вже у 1628 році король знову надав привілей, яким же підтвердив свій попередній. Справа закінчилася у королівському суді перемогою єврейської громади. Суд постановив, що висота синагоги не перешкоджає монастирю.

#### Справа Дмитра Гулевича
У 1623 році стався скандал, пов'язаний із луцькими домініканцями та членом родини Гулевичів Дмитром, який став монахом ордену. 9 жовтня 1623 року він склав фундацію луцькому конвенту, згідно з якою у розпорядження домініканців переходили села Коршовець, Вербяїв, Поганов, Голешів, а найголовніше — православна церква Святого Дмитра, розташована в Окольному замку напроти палацу Альбрехта Радзивілла. Також у власність домініканців переходило церковне начиння з дмитрівського храму: золоті і срібні хрестики, келихи, церковні дзвони, Євангеліє, інші цінні книги, привілеї, листи, фундації. Це призвело до сварки всередині Гулевичів. Почалися численні судові позови, де зазначалося, що храм належить усій родині, тому сам Дмитро не міг так розпорядитися храмом. Судові справи тяглися кілька десятиліть, і врешті-решт, храм таки залишився за домініканцями.

#### Напади на пріорат

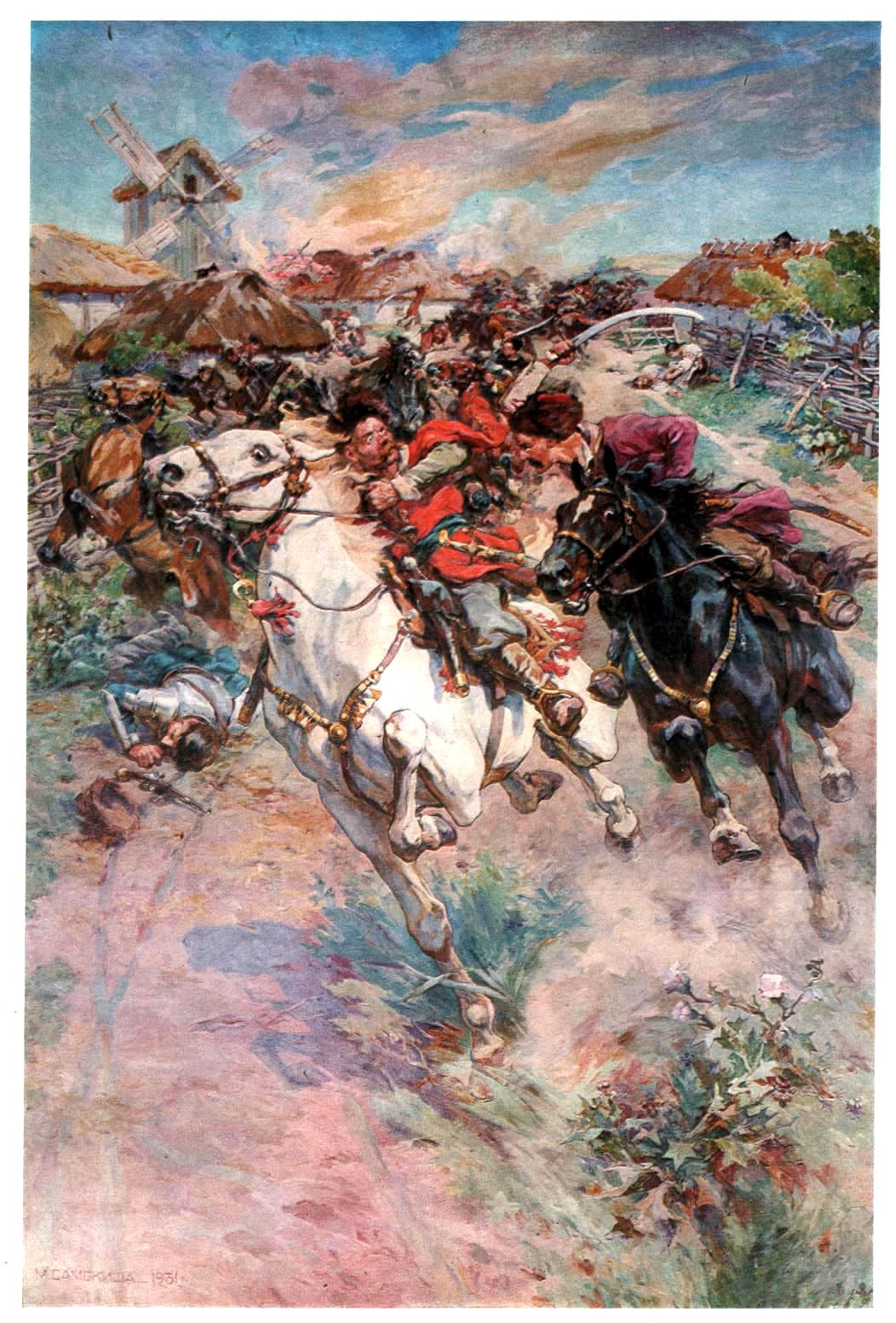
Хмельниччина

У 1648 році Луцьк, як і інші волинські міста та містечка, зазнав нападу козаків. Домініканський костел також постраждав від нападу. Хоча самі келії та будівля костелу не зазнали руйнувань, та були пограбованими і спустошеними. Архівні документи, які включали князівські та королівські привілеї, податкові квитанції, заповіти, листи були втоплені у болоті. Крім монастирського комплексу були пограбовані два будинки в місті, які належали монастирю. Не оминула така доля і монастирське село Новостав. На початку 1649 року домініканці вернулися в Луцьк і відновили діяльність ордену. Запрацювала школа, почалися служби і звичайне монастирське життя. Проте у груді 1653 р. монастир знову припинив діяльність у зв'язку з подіями Хмельниччини. У 1670 р. монахи були змушені вкотре втекти з міста, позаяк воно було піддане нападу татар. Однак члени монастиря швидко вернулися, щойно загроза минула.
Ще пізніше, у 1772 році, в Луцьку сталася епідемія, внаслідок якої монастир втратив більш ніж половину своїх братів.

### Загальний стан монастиря у XIX столітті
Наприкінці XVIII століття Волинь опинилася у складі Російської імперії. У 1803 році в місті єпископ Каспер Цецишовський зібрав усе духовенство Луцько-Житомирської дієцезії з метою відкриття та утримання шкіл Волинської, Подільської та Київської губерній. Було вирішено, що духовні громади та особи мають матеріально підтримувати діяльність шкіл та відкриття нових. Домініканський пріор мав вносити 1/8 річного прибутку на розвиток Волинської гімназії. Також домініканці повинні були відсилати трьох членів ордену до Віленського університету для учительської підготовки. Крім того, монастир надавав кошти на відкриття школи у Старокостянтинові, 1000 злотих на ботанічний сад у Луцькій та Житомирській школах, 100 екземплярів підручника із власної друкарні Волинській гімназії та школам інших волинських міст. У 1812 р. в частині приміщення монастиря розташовувався штаб російської армії під командуванням генерала Багратіона. У 1824 році для відкупу свого селянина із Новоставу від рекрутства луцькі домінікани заплатили 1000 карбованців сріблом російському військовому відомству.

#### Новий комплекс

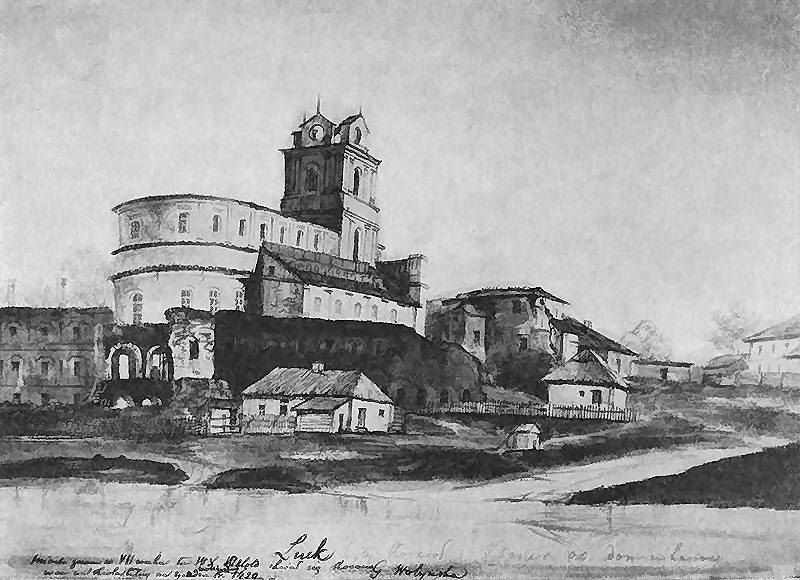
Домініканський костел. Наполеон Орда

Ще у 1791 році поряд з новозакладеним монастирем починається будівництво нового Успенського костелу. А тим часом у 1793 році старий комплекс знову потерпає від пожежі, але завдяки коштам Лаврентія Радецького у розмірі 100000 злотих відновлюється у стилі класицизму. Проте після усіх пожеж будівництво нового монастирського комплексу було цілком доцільним. Отже роботи зі спорудження велися далі. На плані міста 1795 року позначені два комплекси — старий і новий. Новий розташовується трохи північніше майже упритул. Монастир нового комплексу будується із західної сторони. Доволі багату картину забудови домініканської землі дає акварель Наполеона Орди. На ній видно новий комплекс, залишки старих келій, костелу і оборонну споруду з баштами.

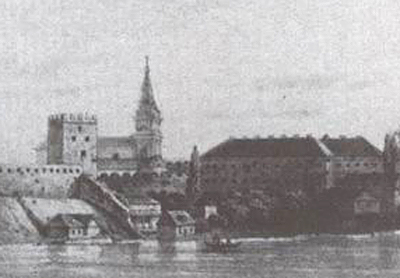
Домініканський шпиль над містом, 1852. М.Кулеша, фрагмент

У 1819 році був завершений і освячений новий костел з монастирем, які постали у стилі класицизму. Костел був тринефною базилікою з видовженим пресвітерієм, який мав напівциліндричні абсиду і галерею, яка оточувала її. Довжиною костел був 55 м. Двоярусна вежа спиралася на середню частину нартексу. Яруси декоровані колонами корінфського ордеру. Висока вежа костелу була окрасою міста. На зображеннях Луцька тих часів видно гостроверхий домініканський шпиль, а годинник-курант своїми циферблатами виходив на чотири сторони світу.
Старий монастирський комплекс на той час уже був у непридатному для використання стані і був розібраний. Залишився тільки шмат східної стіни.

#### Остання пожежа та касація монастиря

Фото 1870 р.

Велика пожежа 1845 року, яка спалила більшість луцьких костелів, не оминула й домініканського. Крім того, в середині XIX століття російська влада активно боролася проти католицизму на Волині, внаслідок чого було закрито дуже багато монастирів та костелів. Тож бувши дуже пошкодженим і не маючи підтримки, домініканський монастир закривається російською владою у 1847 (1850) році. Короновану ікону у срібному обрамленні разом з іншими іконами передали до луцької катедри. Старий монастирський комплекс, фундований ще у другій половині XIV століття, розібрали на матеріал. У новому ж кляшторі розмістився госпіталь, а в костелі — військовий склад. Згодом костел розібрали. І від двох домініканських комплексів залишився тільки новий монастир та шмат стіни старого комплексу. Після цього православні чехи Луцька та Луцького повіту просили уряд передати їм колишній домініканський монастир для пристосування його під свою церкву.

### ХХ століття

Луцька Богоматір

З 1920 до 1933 року домініканський монастир використовувався як резиденція єпископа. Чудотворна ікона перебувала у кафедральному костелі до 1924 року, коли пожежа поглинула її навіки. Але образ Луцької Богоматері з домініканського монастиря не був утрачений назавжди. Окрім образів у костелах Волині, у костелі села Седльце біля Олави зберігається копія луцької домініканської ікони, виконана біля 1670 року. На ній напис — «Obraz Cudowny z Łucka z R. 1670, odnowiony w R. 1851». В сідлецький костел образ потрапив у 1946 році з Олави, куди спочатку він потрапив із костелу села Новий Витків, для якого, власне, і була колись зроблена копія. Сідлецька ікона є єдиним збереженим образом Луцької Богоматері. У 1997 році вона була пошкоджена повінню, але згодом реставрована у Народному музеї Познаня. 25 червня 1999 року в катедрі луцькій відбулася інтронізація цієї ікони. Зараз вона зберігається в Сідлецькому костелі.
У монастирі в радянські часи розміщувалися лікарня та Професійне технічне училище № 1. Згодом приміщення було віддане для Волинської духовної семінарії УПЦ МП.

### Сьогодення

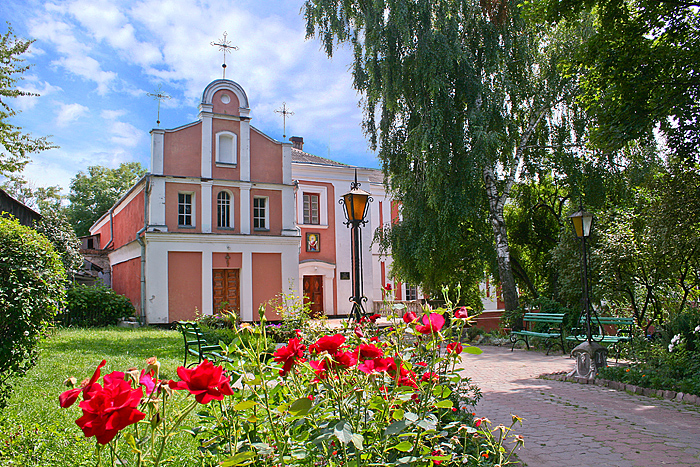
Монастир сьогодні

Бувши заснованим у часи пізнього Середньовіччя, домініканський монастир відіграв велику роль для історії міста і Волині зокрема. Він був оборонним, духовним, благодійницьким, інтелектуальним, культурним центром Луцька.
Сьогодні в колишньому монастирі домініканців розмістилася Волинська духовна семінарія УПЦ МП з церквою Кирила і Мефодія.

## Архітектура
Архітектура першого костелу й монастиря була готичною. Однак не збереглося описів, чи зображень, за якими можна встановити детальніший вигляд храму. Від нього залишився шмат стіни, який добре спостерігається із вулиці Драгоманова.

План монастиря

Другий комплекс постав у стилі класицизму.
Хоча його костел був розібраний у XIX столітті, але зараз ще можна спостерігати його залишки у південній частині, де він у певному місці не був розібраний навіть до рівня землі. Стара збережена стіна сягає у висоту кількох метрів та близько двох у довжині півкола, яким завершувався костел із півдня. Над цими старими залишками стіна була частково відновлена. Поки що об'єкт на стадії будівництва. Збережена підземна частина костелу.
Монастир триповерховий прямокутний у плані з розмірами 51×12 м. Сходи містяться у тій частині, яка примикала до костелу. Коридори з'єднують кімнати поверхів, які вікнами виходять на річку. Перші два поверхи мають хрещаті склепіння. Фасад оздоблений спареними лопатками, портали мають обрамлення, які завершуються волютами або лучковими сандриками. З вулиці Драгоманова, крім того, можна спостерігати могутні залишки старого комплексу XIV століття

## Додатково

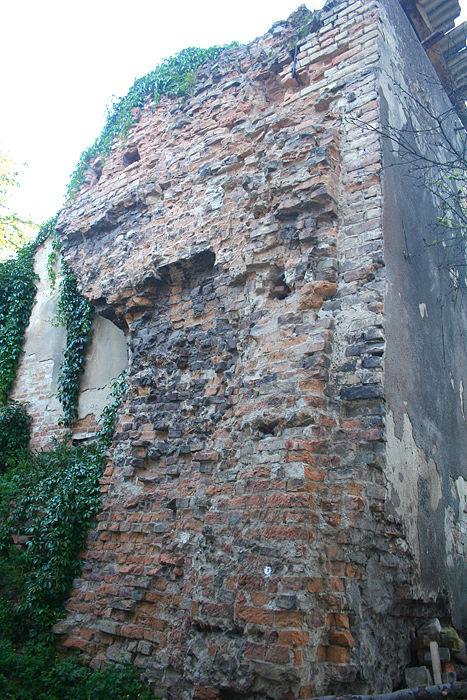
Залишки старого комплексу

### Пожежі монастиря та костелу[10],[7]
- 1540 (?)
- 1664
- 1667
- 1781
- 1793
- 1803
- 1845

### Найбільші пожертви монастирю
Надання монастирю робилися як у вигляді грошей, відсотків від певної суми, так і шляхом непрямих пожертвувань: звільнення від податків, дозвіл на територію, подарунок нерухомості, дозвіл вести ту чи іншу економічну діяльність (дозвіл на існування корчми від короля Ягайла у 1390 році, дозвіл взяття мита від кожного купця в місті від короля Сигізмунда ІІІ у 1596 році тощо). Але найбільше і найчастіше здійснювалися грошові надання — запис відсотків від певної суми. Варто врахувати, що одна і та сума, надана в різні історичні відтинки, не є еквівалентною внаслідок інфляції.
Графік ілюструє динаміку та розміри грошових надань монастирю. На осі абсцис — роки, ординат — злоті. Червона лінія є апроксимацією надань упродовж двох століть, з чого видно, що суми надань з часом збільшувалися. Як видно з графіку, найчастішими були надання у рамках до 5000-6000 злотих. Особливу підтримку пріорат почав отримувати із 1620-1630-х років. Найбільшу за величиною надання і найчастішу підтримку отримував у 1750-1760-ті роки. За рамки зображеної площини графіку виходить найбільше за історію конвенту надання, зроблене шляхтичем Лаврентієм Радецьким у 1793 році. Його сума становила 100000 злотих і призначалася на побудову нового костелу. Інші значні надання — Антоній Решовський у 1759 році в розмірі 35000 злотих, Катерина Четвертинська у 1730 році в такому ж розмірі, Юрій Ольшанський у 1756 році у розмірі 30000. Надань менших сум було більше і робилися вони частіше.

## Зображення

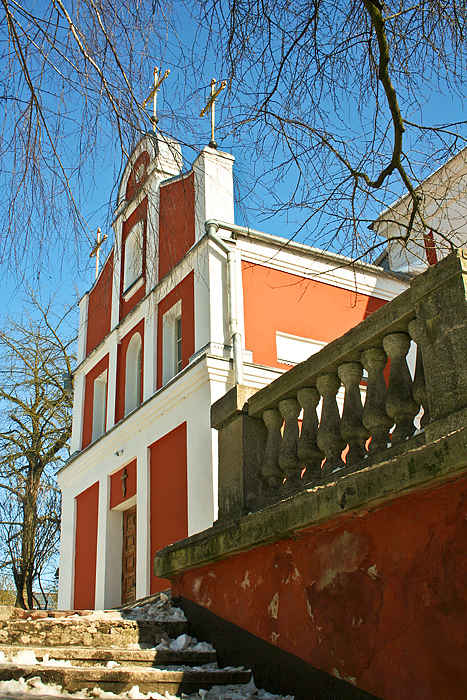
Біля входу
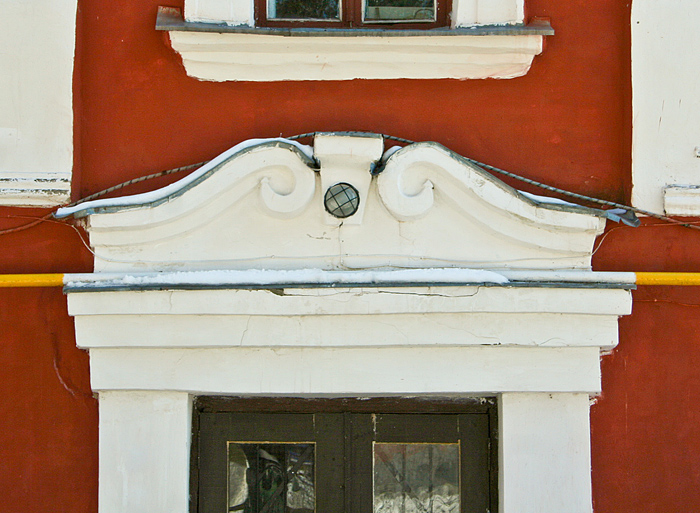
Елемент декору
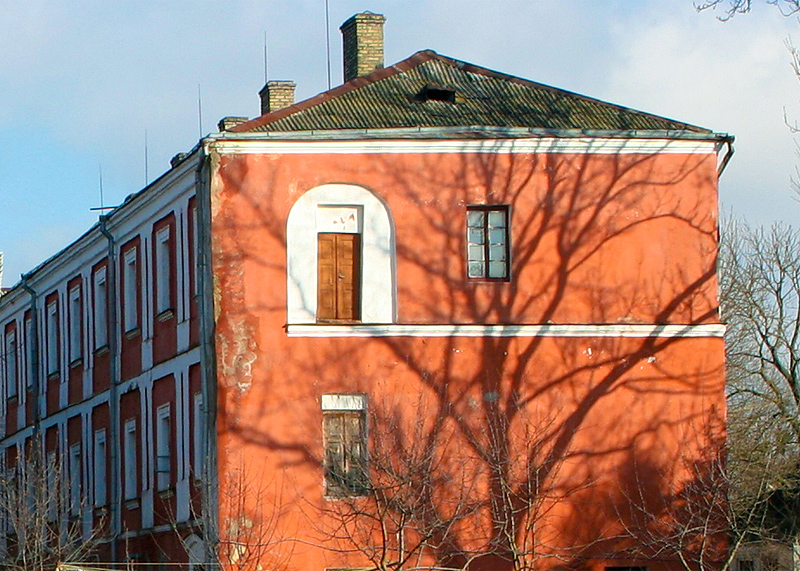
З півдня
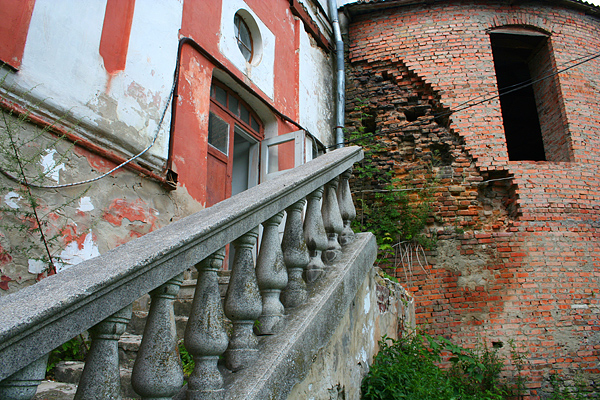
Залишки костелу і відновлена частина
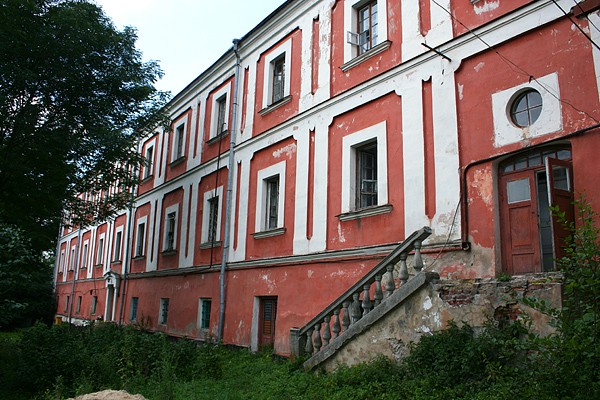
Монастир
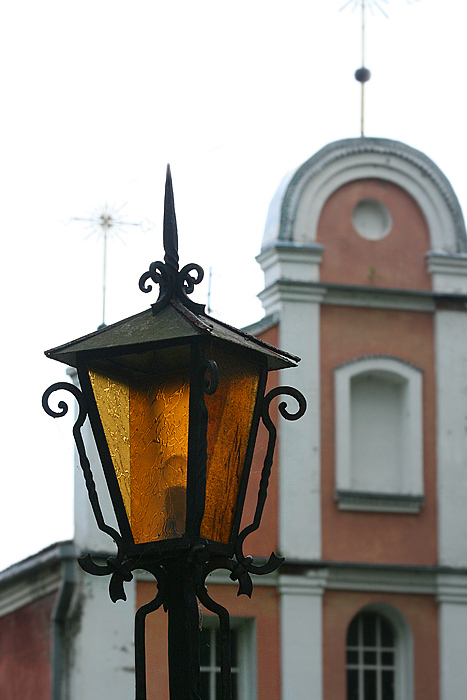
Ліхтар
Фото XIX ст.
Ян Конопацький, 1878

## Усипальниця
Були поховані:
- Іван (Ян) Олександр Олізар (пом. бл.1700) — підсудок Київської землі,[37]
- Йосиф Олізар (пом. 1743) — стольник київський, староста романівський,[38]

## Інтернет-ресурси
- Горін Сергій. Луцький домініканський монастир Внебовзяття Богородиці: релігійний авторитет серед місцевого населення та персональний склад ченців (друга половина XVI ст. — перша чверть XVII ст.) [Архівовано 4 березня 2016 у Wayback Machine.]
- Луцька війна 1431. Неформатна п'єса
- Kopia obrazu Matki Boskiej Łuckiej z Witkowa Nowego [Архівовано 20 листопада 2008 у Wayback Machine.]
- Католицькі костели старого Луцька